# Notopygus
Notopygus is een geslacht van insecten uit de orde vliesvleugeligen (Hymenoptera) en de familie Ichneumonidae.

## Soorten
- N. bicarinatus Teunissen, 1953
- N. carpathicus Kasparyan, 2002
- N. cultus (Cresson, 1868)
- N. emarginatus Holmgren, 1857
- N. eurus Kasparyan, 2002
- N. excavatus Davis, 1897
- N. flavicornis Holmgren, 1857
- N. fulvipes Vollenhoven, 1878
- N. insignis Kriechbaumer, 1891
- N. lucidulus Kasparyan, 2002
- N. megerlei (Tschek, 1869)
- N. minkii Vollenhoven, 1878
- N. niger Gehrs, 1908
- N. nigricornis Kriechbaumer, 1891
- N. raricolor (Aubert, 1985)
- N. scutellatus Cushman, 1915
- N. virginiensis Cushman, 1915
- N. xanthocerus Kriechbaumer, 1891